# هالبرشتات سی‌ال-۴
هالبرشتات سی‌ال-۴ (به انگلیسی: Halberstadt_CL.IV) یک هواگرد ملخ‌پیشین تک‌موتوره از نوع تهاجم زمینی ساخت شرکت Halberstädter Flugzeugwerke است. این هواگرد در سال ۱۹۱۸ میلادی رسماً معرفی گردید.
طراح این هواگرد، Karl Thies بود.